# Marco Sison
Raul Marco Sison (10 de julio de 1957 en Tagbilaran, Bohol), es un cantante y político filipino.

## Carrera
Sison comenzó su carrera como cantante después de su triunfo en un segmento de canto llamado "Student Canteen" o "Cantina estudiantil", esto en un programa televisivo de variedades . Siendo uno de los copleros clásicos, ha capturado la verdadera esencia vocal de la OPM, durante los años 90. Sison fue responsable de interpretar sus famosas canciones tituladas como My Love Will See You Through, Si Aida, Lorna Si, Si O Fe, voy a enfrentar la mañana, siempre y de ficción.
En 1991, el sello discogràfico de "Universal Records", lanzó su primer disco titulado "Best of Marco Sison". Este álbum contiene baladas románticas, fácil de escuchar su música y de apresiar su estilo de la música popular de Filipinas. En 1992, Sison logra ser uno de los intérpretes más reconocidos en su país de origen. En 1999, Sison lanzó otro álbum titulado "Memories". Uno de los éxitos internacionales previstas para Sison, fue cuando lanzó su próximo single titulado "Crazy" o "Locura". El álbum también incluye otros famosos temas musicales como "Eso me encantaba" y "Kung Maibabalik Ko Lang".
"Iba mayo Ka Na Ba?", fue uno de sus primeros singles de su primer álbum que levantó a Sison al mundo de la música. Otro tema musical titulado "Hindi Ko Akalain", fue lanzado bajo el sello de  "Star Records". 

## Discografía

### Lo mejor de Marco Sison (1991)
- My Love Will You See Through
- Si Aida, Si Lorna, O Si Fe
- Ibigay Mo Sa Akin Ang Bukas
- Make Believe
- Siempre
- Voy a enfrentar el mañana
- Mahal
- Isusumbong Kita Sa Diyos

### After All These Years (1992)
- Te Quiero Así
- Después de tantos años
- Awit Ka Ng Puso
- Miss Manikin
- Tulay Ng Buhay
- Sadyang Mahal Kita
- Mahal Kita
- Call It Love
- Kahit Hindi Mahal
- Endlessly

### Memories (1999)
- Mañana Chica
- Crazy
- Kung Alam Ko Lang
- Te Amo All The Way
- Mira a través de los ojos del amor
- One More Try
- Kung Maibabalik Ko Lang
- One Day
- Todo a la vez
- A Very Special Love
- Alguien Que Me encantaba
- ¿Dónde está la Mañana

### Maghihintay Na Lamang (2000)
- Magmula mediodía
- Ang Pag-ibig Ko
- Maghihintay Na Lamang
- Paano Mapipigilan
- Las palabras Get In The Way
- Wala Na Explosión Pag-ibig
- Tayo Na
- Creo que voy a Tell Her
- IISA Pa Lamang
- Me Off My Feet Knocks
- Paalam Na
- Si nunca dijimos adiós

### Lo mejor de Marco Sison 2 (2004)
- Make Believe
- A través de los años
- Lady
- Somewhere Down The Road
- If I Should Love Again
- Send In The Clowns
- 100 Ways
- Piense que soy In Love Again
- Puertas
- Feeling
- Mahal
- Landas

### Hindi Ko Akalain (2010)
- Trate de My Number
- Hindi Ko Akalain
- Mayo Iba Ka Na Ba?
- No sé cuánto tiempo voy a estar lejos
- Baby, Puwede Ba?
- Derecho Beside You
- Friend Of Mine
- No Quiero Ser Tu Amigo
- Huwag Na Lang
- 'Till I Met You

### Isang Pagkakataon (2012)
- Selos
- Kahit Na Pa Minsan
- Sa Iisang Puso Mo
- kwento
- Sabik Na Puso